# HK Dinaburga
Le HK Dinaburga est un club de hockey sur glace de Daugavpils en Lettonie. Il évolue dans l'Optibet hokeja līga, l'élite lettone.

## Historique
Le club est créé en 2013, il est fondé à la suite de la dissolution du DHK Latgale un an plus tôt.
Au début de la saison 2018-2019 il prend son nom actuel et se retrouve promu en première division à la fin de la saison.

## Palmarès
- Championnat de Lettonie 2e division :
  - Champion : 2016